# Ware (Kent)
Pour les articles homonymes, voir Ware.
Ware est un village du Kent, en Angleterre.